# Wyższa Szkoła Bezpieczeństwa w Przemyślu
Wyższa Szkoła Bezpieczeństwa w Przemyślu – niepubliczna uczelnia w Przemyślu, powstała w wyniku decyzji Ministra Edukacji Narodowej Nr DSW-3-0145-378/EKO/2001 i widniejąca w wykazie uczelni niepublicznych MNiSW pod numerem 208.
WSG kształci studentów na następujących kierunkach:
- Technologia żywności i żywienie człowieka
- Zarządzanie